# Louise Bellon
Pour les articles homonymes, voir Bellon.
Louise Bellon, née Louise Baptistine Bellon le  17 août 1908 à Toulon et morte le 17 juillet 1987 dans la même ville, est une athlète française. 

## Biographie
Louise Bellon remporte la médaille de bronze du 1 000 mètres aux Jeux mondiaux féminins de 1926. Elle est sacrée championne de France du 1 000 mètres en 1926.
Elle évolue au sein du club de l'OS Toulon durant toute sa carrière.